# Hydrocanthus paludimonstrus
Hydrocanthus paludimonstrus is een keversoort uit de familie diksprietwaterkevers (Noteridae). De wetenschappelijke naam van de soort werd in 2001 gepubliceerd door K.B.Miller.